# برایشه
برایشه (به لاتین: Brajše) یک منطقهٔ مسکونی در مونته‌نگرو است که در شهرداری اولکینج واقع شده‌است. برایشه ۲۷۹ نفر جمعیت دارد.